# Zeus (Leipzig)
Zeus is een historisch merk van motorfietsen.
De bedrijfsnaam was Zeus Motorradbau, Klotz & Becker, Leipzig-Lindenau.
Klotz & Becker bouwden motorfietsen waarbij ze 350- en 500cc-kopklep-inbouwmotoren van de gebroeders Küchen gebruikten. Ze begonnen op een ongunstig moment: veel bedrijfjes die na de Eerste Wereldoorlog emplooi vonden met de levering van goedkope, lichte vervoermiddelen overleefden de eerste helft van de jaren twintig niet. Ruim 150 merken verdwenen juist in 1925, toen Zeus op de markt kwam. De motoren van Zeus zaten echter in de wat duurdere categorie en de motoren van Xavier en Richard Küchen hadden een goede naam. Toch verdween ook Zeus in Leipzig in 1927 van de markt.
Er was nog een merk met de naam Zeus. Zie hiervoor Zeus (Reichenberg).